# Discografia di H.E.R.
La discografia di H.E.R., cantautrice statunitense, comprende due raccolte, cinque EP e 25 singoli, di cui sette in collaborazione con altri artisti.

## Album

### Album in studio
| Anno | Titolo | Posizione massima | Posizione massima | Posizione massima | Posizione massima | Posizione massima | Posizione massima | Certificazioni |
| Anno | Titolo | US                | US R&B            | AUS               | CAN               | SWI               | UK                | Certificazioni |
| ---- | --- | ----------------- | ----------------- | ----------------- | ----------------- | ----------------- | ----------------- | -------------- |
| 2021 | Back of My Mind - Pubblicato: 19 giugno 2021 - Etichetta: MBK Entertainment, RCA Records - Formati: CD, Download digitale, streaming | 6                 | 4                 | 84                | 31                | 83                | 68                | - USA: Oro     |

### Raccolte
| Anno | Titolo | Posizione massima | Posizione massima | Certificazioni               |
| Anno | Titolo | US                | CAN               | Certificazioni               |
| ---- | --- | ----------------- | ----------------- | ---------------------------- |
| 2017 | H.E.R. - Pubblicato: 20 ottobre 2017 - Etichetta: RCA Records - Formati: CD, LP, download digitale, streaming    | 23                | 58                | - CAN: Oro - USA: 2× Platino |
| 2019 | I Used to Know Her - Pubblicato: 30 agosto 2019 - Etichetta: RCA Records - Formati: download digitale, streaming | 86                | —                 | - USA: Oro                   |

## Extended play
| Anno | Titolo | Posizione massima | Posizione massima |
| Anno | Titolo | US                | CAN               |
| ---- | --- | ----------------- | ----------------- |
| 2016 | H.E.R. Volume 1 - Pubblicato: 9 settembre 2016 - Etichetta: RCA Records - Formati: download digitale              | —                 | —                 |
| 2017 | H.E.R. Volume 2 - Pubblicato: 16 giugno 2017 - Etichetta: RCA Records - Formati: download digitale                | 49                | —                 |
| 2017 | H.E.R. Volume 2, The B Sides - Pubblicato: 20 ottobre 2017 - Etichetta: RCA Records - Formati: download digitale  | 139               | —                 |
| 2018 | I Used to Know Her: The Prelude - Pubblicato: 3 agosto 2018 - Etichetta: RCA Records - Formati: download digitale | 20                | 89                |
| 2018 | I Used to Know Her: Part 2 - Pubblicato: 2 novembre 2018 - Etichetta: RCA Records - Formati: download digitale    | 87                | —                 |

## Singoli

### Come artista principale
| 2014                                                                                          | Something to Prove                  | —   | —  |                                                   | N.D.                        |
| 2016                                                                                          | Pigment                             | —   | —  |                                                   | H.E.R.                      |
| 2017                                                                                          | Focus                               | 100 | —  | - CAN: Oro - USA: 2× Platino                      | H.E.R.                      |
| 2017                                                                                          | 2                                   | —   | —  |                                                   | H.E.R.                      |
| 2017                                                                                          | Best Part (con Daniel Caesar)       | 75  | —  | - CAN: 3x Platino - UK: Argento - USA: 6× Platino | H.E.R. e Freudian           |
| 2018                                                                                          | My Song                             | —   | —  |                                                   | N.D.                        |
| 2018                                                                                          | This Way (con Khalid)               | 75  | —  | - USA: Oro                                        | Superfly                    |
| 2018                                                                                          | Could've Been (feat. Bryson Tiller) | 76  | 31 | - BRA: Oro - USA: 2× Platino                      | I Used to Know Her          |
| 2019                                                                                          | Hard Place                          | 110 | 29 | - BRA: Oro - USA: Oro                             | I Used to Know Her          |
| 2019                                                                                          | Slide (feat. YG)                    | 43  | 23 | - BRA: Oro - USA: 3× Platino                      | Back of My Mind             |
| 2019                                                                                          | Slow Down (con Skip Marley)         | 105 | —  | - USA: Oro                                        | Higher Place                |
| 2020                                                                                          | I Can't Breathe                     | —   | —  |                                                   | N.D.                        |
| 2020                                                                                          | Damage                              | 44  | —  | - USA: 2x Platino                                 | Back of My Mind             |
| 2021                                                                                          | Fight for You                       | —   | —  |                                                   | Judas and the Black Messiah |
| 2021                                                                                          | Hold Us Together (con Tauren Wells) | —   | —  |                                                   | N.D.                        |
| 2021                                                                                          | Come Through (feat. Chris Brown)    | 64  | 91 | - USA: Oro                                        | Back of My Mind             |
| "—" indica che l'opera non si è classificata o che non è stata pubblicata in quel territorio. |                                     |     |    |                                                   |                             |

### Come artista ospite
| Anno | Titolo                                                   | Album              |
| ---- | -------------------------------------------------------- | ------------------ |
| 2017 | Right Now (Snakehips feat. ELHAE, D.R.A.M and H.E.R.)    | N.D.               |
| 2017 | Mine Luv (BLVK JVCK feat. H.E.R.)                        | N.D.               |
| 2018 | Go (Alex da Kid feat. H.E.R. e Rapsody)                  | N.D.               |
| 2018 | Go 2.0 (Alex da Kid feat. Jorja Smith, H.E.R. e Rapsody) | N.D.               |
| 2019 | Thursday (Remix) (Jess Glynne feat. H.E.R.)              | N.D.               |
| 2020 | Make the Most (Lonr. feat. H.E.R.)                       | N.D.               |
| 2020 | B.S. (Jhené Aiko feat. H.E.R.)                           | Chilombo           |
| 2020 | Smile (Wizkid feat. H.E.R.)                              | Made in Lagos      |
| 2020 | Gotta Move On (Toni Braxton feat. H.E.R.)                | Spell My Name      |
| 2021 | Girl Like Me (Jazmine Sullivan feat. H.E.R.)             | Heaux Tales        |
| 2022 | Closer (Saweetie feat. H.E.R.)                           | Pretty Bitch Music |

### Singoli promozionali
| Anno | Titolo               | Album                                               |
| ---- | -------------------- | --------------------------------------------------- |
| 2018 | My Song              | N.D.                                                |
| 2019 | Racks (feat. Cordae) | I Used to Know Her                                  |
| 2019 | 21                   | I Used to Know Her                                  |
| 2020 | Sometimes            | N.D.                                                |
| 2020 | Comfortable          | The Photograph (Original Motion Picture Soundtrack) |
| 2020 | Wrong Places         | N.D.                                                |
| 2020 | Do to Me             | N.D.                                                |
| 2020 | Hold On              | Back of My Mind                                     |
| 2020 | Hold Us Together     | Safety                                              |
| 2021 | Change               | We the People                                       |
| 2021 | We Made It           | Back of My Mind                                     |